# Hardwick (Cambridgeshire)
Hardwick est une paroisse civile et un village du Cambridgeshire, en Angleterre.